# Ренненкампф, Карл Павлович

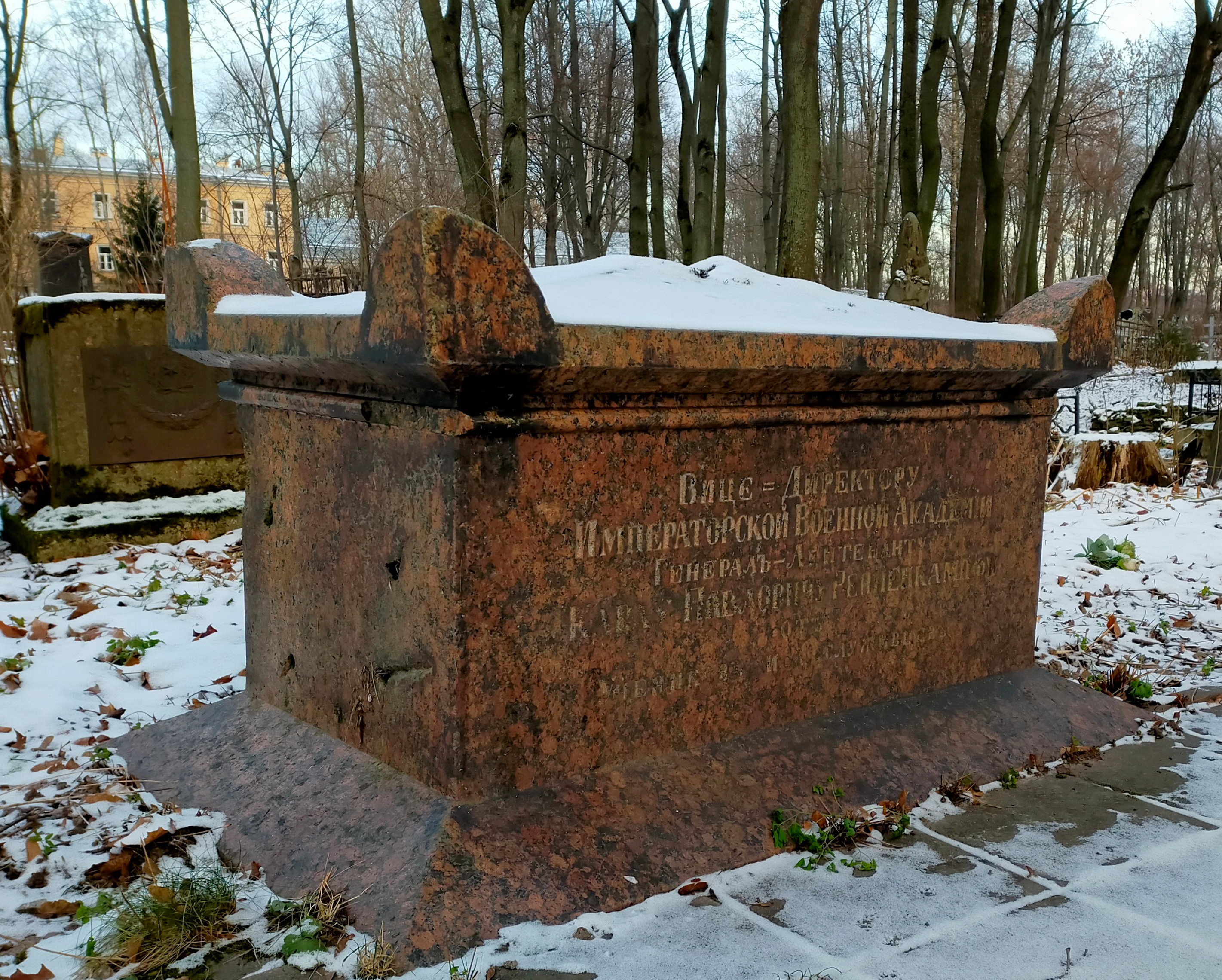
Памятник на могиле К.П. Ренненкампфа, Волковское лютеранское кладбище

Карл Павлович Ренненкампф (Карл Фридрих Эдлер фон Ренненкампф, нем. Karl Friedrich Edler von Rennenkampff; 1788—1848) — генерал-лейтенант русской императорской армии, вице-директор Императорской Военной академии.

## Биография
Родился в Риге 27 ноября (8 декабря) 1788 года .
В 1807—1808 годах слушал лекции на юридическом факультете Дерптского университета, затем поступил колонновожатым в Свиту Его Величества по квартирмейстерской части (будущий Генеральный штаб) и 24 июня 1809 года произведён в подпоручики, будучи перед тем (7 мая) командирован в Галицию, в армию генерала от инфантерии князя Голицына, при котором и находился до 1810 года, когда, за труды по разграничению Тарнопольской области, награждён был бриллиантовым перстнем.
В Отечественную войну 1812 года, за отличие в сражении под Кобриным, он получил орден Св. Анны 3-й степени, а за другие сражения — орден Св. Владимира 4-й степени с бантом.
В Заграничном походе за отличие под Бауценом 11 июня 1813 года был произведён в поручики и за отличие в сражении под Лейпцигом награждён золотой шпагой с надписью «За храбрость» и прусским орденом Pour le Mérite. 26 января 1814 года за отличие в сражении под Кацбахом получил чин штабс-капитана, а 18 марта за участие во взятии Парижа произведён в капитаны.
30 мая 1817 года Ренненкампф получил поручение произвести рекогносцировку и статистическое описание всей Тамбовской и частей Воронежской и Пензенской губерний; эту работу он исполнил в 1817—1820 годах, получив за труды по описанию Тамбовской губернии благодарность генерал-квартирмейстера 1-й армии и годовое жалование (1200 pублей), а 30 августа 1818 года был произведён в подполковники. 2 апреля 1822 года получил чин полковника.
В 1828—1829 годах Ренненкампф в качестве обер-квартирмейстера 2-го пехотного корпуса принимал участие в русско-турецкой войне, за участие в делах которой получил, между прочим, орден Св. Владимира 3-й степени (22 сентября 1829 года).
Во время Польской кампании 1831 года Ренненкампф 22 августа был произведён в генерал-майоры, а за отличие при штурме Варшавы 25 и 26 августа этого года награждён был орденом Св. Анны 1-й степени. Также он получил польский знак отличия за военное достоинство (Virtuti Militari) 2-й степени.
18 октября того же года он был прикомандирован к главному директору Пажеского и кадетских корпусов «для испытания» и 8 ноября 1832 года назначен директором Московского кадетского корпуса, которым заведовал до назначения своего, 13 октября 1834 года, вице-директором недавно перед тем открытой Императорской Военной академии; эту должность он занимал до самой своей смерти. 11 апреля 1843 года произведён в генерал-лейтенанты.
В академии Ренненкампф, «вследствие своего благородного и мягкого характера, пользовался общим расположением всех своих подчиненных, умея в то же время ладить и с генералом Сухозанетом», директором академии, который в Ренненкампфе «нашел вполне покорного исполнителя своих повелений»; Н. П. Глиноецкий в своём «Историческом очерке Николаевской академии Генерального штаба» отмечает, однако, что конференция (Совет профессоров) академии за время вице-директорства Ренненкампфа была безгласна и не проявляла ничего, «что служило бы хотя намеком на какую-либо с её стороны инициативу».
Скончался 5 (17) сентября 1848 года в Санкт-Петербурге от холеры. Похоронен на Волковом лютеранском кладбище (Мальвинская дорога); на участке установлено художественное надгробие.

## Награды
Среди прочих наград Ренненкампф имел ордена:
- Орден Святой Анны 3-й (впоследствии переименован в 4-ю) степени (1812 год)
- Орден Святого Владимира 4-й степени с бантом (1812 год)
- Золотая шпага с надписью «За храбрость» (6 октября 1813 года)
- Орден Пруссии Pour le Mérite (13 октября 1813 года)
- Орден Святого Владимира 3-й степени (22 сентября 1829 года)
- Орден Святой Анны 1-й степени (1831 год, императорская корона к этому ордену пожалована в 1840 году)
- Польский знак отличия за военное достоинство 2-й степени (1831 год)
- Орден Святого Георгия 4-й степени (21 декабря 1832 года, за беспорочную выслугу 25 лет в офицерских чинах, № 4680 по кавалерскому списку Григоровича — Степанова)
- Знак отличия беспорочной службы за XXX лет (22 августа 1842 года)
- Знак отличия беспорочной службы за XXXV лет (22 августа 1846 года)
- Орден Белого орла

## Семья
Женился на Серафиме Петровне Немчиновой (01.12.1800—25.11.1878). Их дети:
- Константин (05.11.1826—05.11.1896)
- Надежда (20.02.1828—29.10.1844)
- Серафима (04.06.1836—?)
- Зинаида (17.09.1837—?)
- Фёдор (27.12.1842—11.02.1852)